# Guiu de Vicogne
Guiu de Vicogne (Bretanya o Anglaterra, final del segle xi - Joigny, Borgonya, 31 de març de 1147) fou un eremita, fundador de l'abadia premonstratenca de Vicogne, a Raismes, prop d'Arràs (Nord-Pas de Calais). És venerat com a beat, especialment al si de l'Orde Premonstratenc.
Mentre algunes fonts el fan natural de Bretanya, altres en diuen que era anglès. Va retirar-se a fer vida eremítica a un bosc proper a Raismes, entre Arràs i Saint-Amand-les-Eaux, freqüentat per carboners. L'eremita també predicava i feia apostolat popular, i reuní entorn seu un grup de deixebles. El senyor de les terres, Alan du Pont, les hi donà poc abans del 1125. Desitjós de formar una comunitat, demanà als canonges regulars d'Arrouaise d'establir-s'hi, però van trobar que el lloc era salvatge. Llavors, Guiu s'adreçà a l'abat premonstratenc de Saint-Martin de Laon, qui hi envià alguns religiosos en 1125. En 1132, el nou monestir de Vicogne fou integrat a l'Orde de Prémontré i Guarí en fou el primer abat. Sembla que Guiu, satisfet amb la fundació, havia tornat al seu eremitori per continuar la vida ascètica, i poc després feu un pelegrinatge a Terra Santa.
Novament a Vicogne, projectà, sense èxit, de construir un hospital per a malalts i necessitats prop d'Anzin]. Deixà Vicogne l'1 de febrer de 1147 per anar a la Borgonya, però caigué malalt en ruta i morí el 31 de març prop de Joigny. Fou sebollit a l'Atrium Sti Lazari.